# Csatószegi borvíz
A Csatószegi borvíz hidrogeológiai fúrás következtében létrejött ártézi kút, a település központjában, a Nyomás falurészen található.

## Története
Csatószeg határaiban feltörő borvizeket már az 1800-az évektől említik írásos források. Az írásokban szereplő Tormási borvíz, mely az Olt bal oldali árterén tört fel, mára már elapadt. A település keleti részén a Fiság- és mellékvölgyében található Veressi borvizeket ma is használják a helybeliek. A fél km hosszúságú szakaszon feltörő források az Alsó- és Felső Veressi borvíz és a Sölön Feredője kalcium-hidrogénkarbonátos típusú, magas vastartalommal rendelkező  ásványvizek. A szájhagyomány szerint az utóbbi forrás vizét a helybeliek különféle betegségek kezelésére használták és egy medencét is építettek a forrásra. 
1950 és 1970 között több hidrogeológiai fúrást végeztek a térségben, melynek következtében több forrás bukkant a felszínre Csatószeg területén. A település központjában levő, napjainkban Csatószegi  vagy Nyomási borvíz néven ismert kútat 1959-ben fúrták. A forrást a környék egyik legjobb borvizeként ismerik és használják nemcsak a helyiek, de a környék lakói is. 
Az 1970-es évek elején a Csatószegi borvizzel szomszédos telken a helyiek egy 6 káddal működő melegfürdőt létesítettek, melyet főleg a falu lakói használtak reumás panaszok kezelésére. A fürdő sajnos csak egy évtizedig üzemelt, az épület ma lerobbant állapotban található, kihasználatlanul áll.

## Jellegzetessége
A Csatószegi borvíz kalcium-magnézium-hidrogénkarbonátos típusú ásványvíz.

## Gyógyhatása
A csatószegi borvizeket főleg asztali vizként használják, de régen kezeltek vele reumatikus panaszokat.